# Нови Скуби-Ду и Скрепи-Ду шоу
Нови Скуби Ду и Скрепи Ду шоу (енгл. The New Scooby and Scrappy-Doo Show) је анимирана серија и шеста серија иѕ Скуби Ду серијала, продуцирана од стране Хана Барбера студија и емитована током суботњег јутарњег блока. Премијера серије била је 10. септембра 1983. и емитовала се као једна сезона на АБЦ каналу, као кратка серија трајања 11 минута. 1984. године, серија је променила име у Нове Скуби Ду мистерије, која се емитовала као дужа цртана серија од 20 и више минута. Нове Скуби Ду мистерије се емитовала као друга сезона на АБЦ каналу. Серија емитује своје репризе на каналима као што су Картун нетворк и Бумеранг.
Тринаест епизода од пола сата, емитовале су се у двадесет и четири засебна сегмента и продуциране су под називом Нови Скуби Ду и Скрепи Ду, затим 1984. године продуцирано је још тринаест епизода које су се емитовале у двадесет засебних сегмената под називом Нове Скуби Ду мистерије. У то време Маргарет Лоиш служила је као супервизор, док је за то време радила и за Марвел продакшнс.